# ادواردو مالاسکس
ادواردو مالاسکس (اسپانیایی: Eduardo Malásquez‎؛ زادهٔ ۳۰ اوت ۱۹۵۸) بازیکن فوتبال اهل پرو بود.
از باشگاه‌هایی که در آن بازی کرده‌است می‌توان به باشگاه فوتبال اونیورسیتاریو ده دپورتس، باشگاه فوتبال دپورتیوو مونیسیپال، و باشگاه فوتبال اطلس اشاره کرد.
وی همچنین در تیم ملی فوتبال پرو بازی کرده‌است.